# 罗源县人民政府
罗源县人民政府，是中华人民共和国福建省福州市罗源县的地方行政机构。罗源县人民政府办公地址位于凤山镇北大路15号。由福建省人民政府和福州市人民政府领导。

## 历史沿革
中国共产党在罗源县建立的最早政府组织是1934年3月由中国工农红军闽东独立师第十三团成立的罗源县苏维埃政府，该政府于1935年2月解体。1949年8月14日，中国共产党率领中国人民解放军接管罗源县，翌日建立罗源县军事管制委员会，25日成立罗源县人民民主政府，9月改称罗源县人民政府。
中华人民共和国成立后，罗源县的政府机构历经沿革，先后称为人民政府、人民委员会和革命委员会，后复称人民政府并沿用至今。

## 县政府工作部门
罗源县人民政府下辖25个工作部门：
- 罗源县人民政府办公室
- 罗源县发展和改革局
- 罗源县教育局
- 罗源县工业和信息化局
- 罗源县文化体育和旅游局
- 罗源县生态环境局
- 罗源县公安局
- 罗源县民政局
- 罗源县司法局
- 罗源县人力资源和社会保障局
- 罗源县住房和城乡建设局
- 罗源县自然资源和规划局
- 罗源县交通运输局
- 罗源县财政局
- 罗源县农业农村局
- 罗源县水利局
- 罗源县卫生健康局
- 罗源县退役军人事务局
- 罗源县应急管理局
- 罗源县审计局
- 罗源县林业局
- 罗源县市场监督管理局
- 罗源县统计局
- 罗源县信访局
- 罗源县行政服务中心

## 下辖乡镇人民政府
罗源县人民政府下辖以下乡镇级行政单位：
凤山镇、松山镇、起步镇、中房镇、飞竹镇、鉴江镇、白塔乡、洪洋乡、西兰乡、霍口畲族乡、碧里乡和罗源湾。